# Myxine debueni
Myxine debueni — вид круглоротих риб родини Міксинові (Myxinidae). Цей вид відомий тільки по голотипу і паратипу, що були зібрані у Магеллановій протоці на північний схід від острова Досон і не був зареєстрований з 1970 року. Голотип був знайдений на глибині 300 м і сягав довжини 57 см.